# 阿拉羅河
阿拉羅河是意大利的河流，流經雷焦卡拉布里亞省，最終注入愛奧尼亞海，河道全長15.46公里，流域面積130.34平方公里，平均流量每秒731.6立方米。
38°21′N 16°28′E / 38.350°N 16.467°E